# Lipina (Łódź)
Pour les articles homonymes, voir Lipina.
Lipina (prononciation [liˈpina]) est un village de la gmina de Pajęczno, du powiat de Pajęczno, dans la voïvodie de Łódź, au centre de la Pologne.

## Géographie
Lipina se situe à environ 4 km au nord de Pajęczno, le siège de la gmina et du powiat, et à 75 km au sud-ouest de Łódź, la capitale de la voïvodie.

## Administration
De 1975 à 1998, le village était attaché administrativement à l'ancienne voïvodie de Częstochowa.

Depuis 1999, il fait partie de la nouvelle voïvodie de Łódź.